# Oxypoda domestica

Oxypoda domestica  (лат.) — вид коротконадкрылых жуков из подсемейства Aleocharinae. Канада.

## Распространение
Встречается в провинции Саскачеван (Канада).

## Описание
Мелкие коротконадкрылые жуки, длина тела 3,4 — 3,6 мм. Наибольшая ширина в области надкрылий. Брюшко субпараллельное. Голова и брюшко буроватые, пронотум и надкрылья желтовато-коричневые, ноги бурые. Тело тонко и плотно пунктированное. Передние, средние и задние лапки 5-члениковые (формула 5-5-5). Активны в апреле.  Видовое название дано domestica, так как типовая серия была найдена в непосредственной близости от усадьбы. Сходен с видом Oxypoda irrasa  Mäklin. Вид был впервые описан в 2016 году канадскими энтомологами Яном Климашевским (Jan Klimaszewski; Laurentian Forestry Centre, Онтарио, Канада) и Дэвидом Ларсоном (David J. Larson).